# Rotmistrz

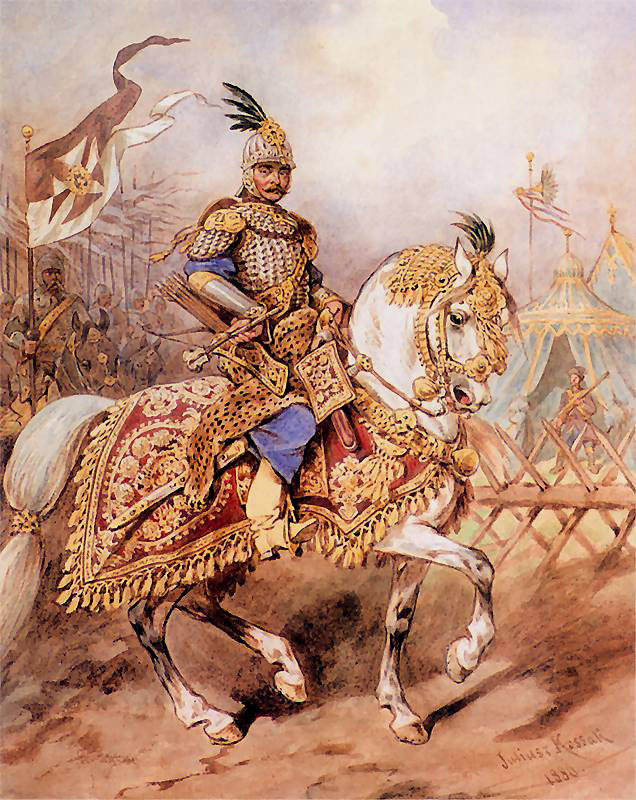
Rotmistrz chorągwi pancernej (mal. Juliusz Kossak, 1886)

Rotmistrz – polski stopień wojskowy w kawalerii odpowiadający kapitanowi i nazwa dowódcy szwadronu. W dawnym wojsku dowódca roty albo chorągwi.
Nazwa powstała z połączenia określenia „mistrz" (w znaczeniu zwierzchnik, dowódca) i  „rota” (oddział wojska), oznaczająca dosłownie „zwierzchnika roty”. 

## Historia
W Polsce funkcja rotmistrza pojawiła się w XV wieku, gdy zaczęto korzystać z wojsk zaciężnych. Kandydatów na rotmistrzów przedstawiał królowi hetman wielki. Król zatwierdzał nominacje i wystawiał list przypowiedni, a na jego podstawie rotmistrz formował rotę konną lub pieszą, nad którą obejmował dowództwo. W tym systemie osobiście zaciągał towarzyszy, a ci kompletowali pocztowych. W XVI wieku miano rotmistrza piechoty zaczęło być wypierane określeniem „kapitan”. Mimo iż rotmistrzami wciąż nazywano dowódców rot w piechocie węgierskiej i wybranieckiej, zaczęto ich łączyć wyłącznie z jazdą.
Rotmistrz odpowiadał za dyscyplinę towarzyszy i pocztowych z jego chorągwi, co porządkowały artykuły wojskowe, zawsze odczytywane w obecności dowódcy wobec całego składu roty. Do jego obowiązków należało wyszkolenie bojowe podległych mu żołnierzy; ćwiczenia i popisy chorągwi zawsze przeprowadzał osobiście na podstawie artykułów wojskowych i instrukcji królewskich. W zakresie obowiązków administracyjno-skarbowych odbierał od pisarza polnego żołd i wypłacał go podległym mu towarzyszom. Organizował i rozdzielał kwatery w tzw. leżach zimowych i nadzorował zaopatrzenie chorągwi w żywność; miał również prawo usuwać z niej towarzyszy.
Rotmistrz mógł ponadto wypowiedzieć służbę królowi, lecz nigdy podczas nieprzyjacielskiego najazdu czy oblężenia, ani też przed upływem umówionego terminu (kwartału). Król natomiast był zobowiązany do wykupu rotmistrza z niewoli, gdyby się w niej znalazł.

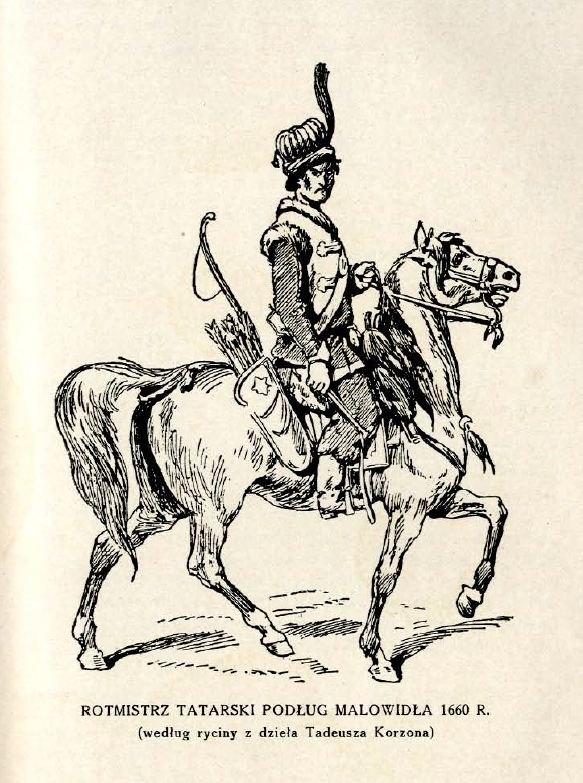
Rotmistrz jazdy tatarskiej

W I połowie XVI wieku pojawili się rotmistrzowie tytularni, gdy faktyczną władzę w chorągwiach sprawowali w ich imieniu porucznicy vel podstawkowie (viceprefectus, viceregens), których nazwy pochodzą od określeń „poruczyć” lub „podstawić”. Z początku nie było to częstym zjawiskiem: w 1531 w armii koronnej podczas bitwy pod Obertynem była jedna taka chorągiew, rota hetmana Jana Tarnowskiego (284 konie), pod dowództwem porucznika Marcina Trzebieńskiego. Takie zjawisko  nasiliło się w XVII wieku, a w pierwszej połowie XVIII w. stało się regułą, toteż w imieniu tytularnego rotmistrza chorągwią bezpośrednio dowodzili nie tylko porucznicy, ale i namiestnicy wyznaczani przez poruczników.
W końcu XVIII wieku rotmistrze stali się dowódcami szwadronów. Istniał przy tym podział na rotmistrzów ze szwadronem (utrzymujących się dzięki prowadzeniu spraw gospodarczych oddziału) i na sztabsrotmistrzów (pozbawionych takiego dochodu). W XIX wieku rotmistrz był stopniem oficerskim w kawalerii i żandarmerii, odpowiadającym kapitanowi w innych rodzajach wojsk. W czasach kościuszkowskich i Królestwa Kongresowego z tytułu rotmistrza jako miana szarży zrezygnowano, zastępując go kapitanem.
W okresie międzywojennym i w Siłach Zbrojnych na Zachodzie stopień rotmistrza istniał w kawalerii i w oddziałach pancernych o kawaleryjskim rodowodzie. 
W WP stopień rotmistrza funkcjonował do 1947 r. Obecnie stosowany jest nieformalnie w reprezentacyjnym Szwadronie Kawalerii Wojska Polskiego.

## W obcych armiach

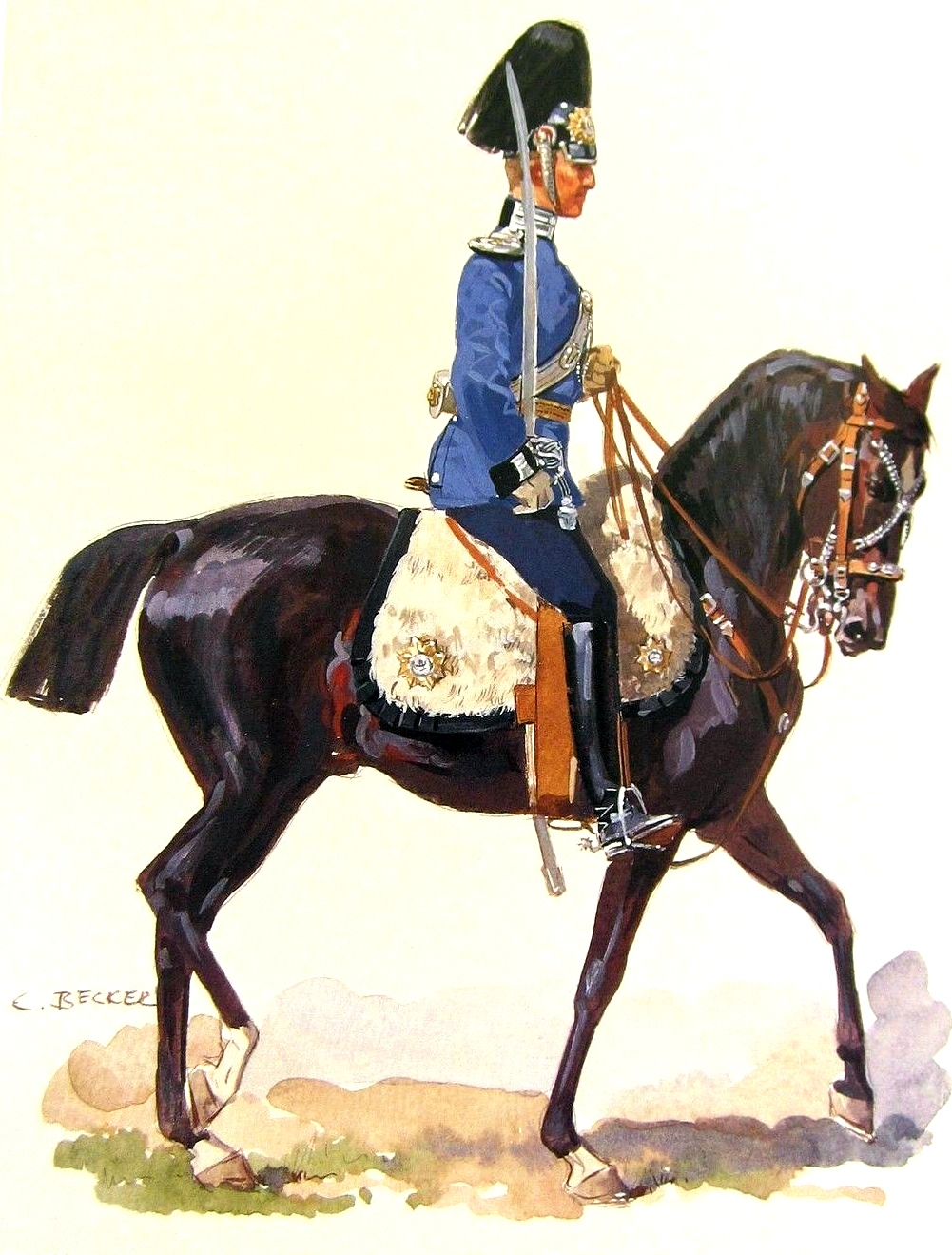
Rotmistrz cesarskiego pułku dragonów meklemburskich sprzed I wojny światowej

Poza krajami niemieckimi (a później Prusami i Rzeszą Niemiecką), stopień ten (Rittmeister) wcześnie przyjęto również w wojskach państwa Habsburgów, potem stosując go też w Austro-Węgrzech, gdzie funkcjonował do końca I wojny światowej. W ślad za nimi, poza Holandią (ritmeester), szybko rozprzestrzenił się zwłaszcza w armiach państw skandynawskich: Danii (ritmester), Norwegii (rittmester), Szwecji (ryttmästare) i Finlandii (ratsumestari), a także Estonii (rittmeister), gdzie z rzadka został w użyciu nawet w okresie powojennym (Dania do 1951, Szwecja do 1972). W dalszym ciągu stosowany jest zwyczajowo w armii norweskiej i w holenderskich jednostkach pancernych kontynuujących tradycje kawaleryjskie.
W carskiej Rosji przejęty z najemnych wojsk zachodnich (głównie niemieckich) rotmistr (ротмистр) pojawił się w regimentach obcego wzoru w XVII wieku i ranga ta, zastosowana w całej kawalerii rosyjskiej, zachowała się do końca I wojny światowej. Poza nim funkcjonował wprowadzony później i istniejący do 1914 niższy stopień rotmistrza sztabowego (штабс-ротмистр).
W wojskach sułtańskiej Turcji orientacyjnym odpowiednikiem polskiego rotmistrza był subaşı (sübaşı).

## Sławni rotmistrzowie
W dziejach wojska polskiego sławę zyskało wielu noszących tę rangę:

Naramiennik rotmistrza (1939)

- Jakub Secygniowski (zm. 1530) – hetman wojsk zaciężnych od 1521, rotmistrz koronny, dworzanin królewski, starosta buski, przedstawiciel dyplomatyczny Rzeczypospolitej w Imperium Osmańskim w 1517 roku.
- Zbigniew Słupecki (zm. 1537) – senator, kasztelan zawichowski i połaniecki, pisarz polny koronny, rotmistrz jazdy obrony potocznej, dworzanin królewski.
- Wawrzyniec Ciołek (zm. ok. 1539) – dworzanin królewski, rotmistrz jazdy obrony potocznej.
- Jan Boratyński (zm. 1546) – rotmistrz i dworzanin Zygmunta Starego, żołnierz i poseł na sejm.
- Bernard Pretwicz (ur. ok. 1500 – zm. 1563 w Trembowli) – śląski szlachcic w służbie króla Polski, rotmistrz wojsk obrony potocznej, starosta ulanowski, barski (1540–1552) i trembowelski (1552–1561).
- Marcin Kazanowski (1523–1587) – herbu Grzymała, rotmistrz królewski, poseł na sejm, sygnatariusz Unii lubelskiej.
- Stanisław Diabeł Stadnicki – brał udział w wojnie przeciwko Moskwie  i Turkom.
- Teodor Lacki (zm. 1616) – rotmistrz husarski, pisarz polny litewski, alchemik.
- Tomasz Dąbrowa (zm. ok. 1620) – rotmistrz husarski, starosta lucyński, bohater wojen o Inflanty.
- Stefan Koniecpolski (zm. 1629) – rotmistrz husarii, pułkownik wojsk koronnych.
- Jan Rudomina-Dusiacki (ur. 1581, zm. 9 lutego 1646) – rotmistrz husarski, poseł na sejmy, chorąży i kasztelan nowogródzki.
- Samuel Karol Korecki (ur. ok. 1621 – zm. 1651) – książę, starosta ropczycki, żołnierz, rotmistrz chorągwi husarskiej.
- Samuel Łaszcz (1588–1649) – strażnik koronny, głośny awanturnik i zagończyk.
- Aleksander Ogiński (ur. ok. 1585 – zm. 1667) – chorąży nadworny litewski (1633), kasztelan trocki (od 1649), wojewoda miński od 1645, chorąży trocki (1626), pułkownik i rotmistrz królewski.
- Jan III Sobieski – hetman, a później król Polski.
- Atanazy Walenty Miączyński (1639-1723) – wojewoda wołyński, rotmistrz królewski, pułkownik, uczestnik bitew pod Chocimiem, pod Wiedniem i Parkanami.
- Marcin Cieński (ur. 1640 – zm. 1719) – żołnierz, towarzysz pancerny, rotmistrz chorągwi husarskiej, chorąży województwa sieradzkiego 1683-1693, podkomorzy województwa sieradzkiego 1703-1713.
- Witold Pilecki – współorganizator ruchu oporu w obozie koncentracyjnym w Oświęcimiu.
- Jerzy Sosnowski – kawalerzysta, lotnik, organizator siatki polskiego wywiadu w Berlinie.
- Władysław Dunin-Borkowski (ur. 1884 – zm. 1922) – polski malarz, rotmistrz Wojska Polskiego II Rzeczypospolitej, kawaler Orderu Virtuti Militari.